# Barragem de Alijó
A Barragem de Alijó foi construida sobre a Ribeira da Chã localizando-se no município de Alijó, no Distrito de Vila Real, em Portugal. A barragem foi projectada em 1985 e entrou em funcionamento em 1991.

## Barragem
É uma barragem de aterro. Possui uma altura de 40 m acima da fundação (36 m acima do terreno natural) e um comprimento de coroamento de 167 m. O volume da barragem é de 352.400 m³. Possui uma capacidade de descarga máxima de 2,5 (descarga de fundo) + 52 (descarregador de cheias) m³/s.

## Albufeira
A albufeira da barragem apresenta uma superfície inundável ao NPA (Nível Pleno de Armazenamento) de 0,18 km² e tem uma capacidade total de 1,74 Mio. m³. As cotas de água na albufeira são: NPA de 658,5 metros, NMC (Nível Máximo de Cheia) de 659,9 metros e NME (Nível Mínimo de Exploração) de 640 metros.